# ایزابلیا
ایزابلیا (نام علمی: Isabelia) نام یک سرده از خانواده ثعلبیان است.